# Gallatin River

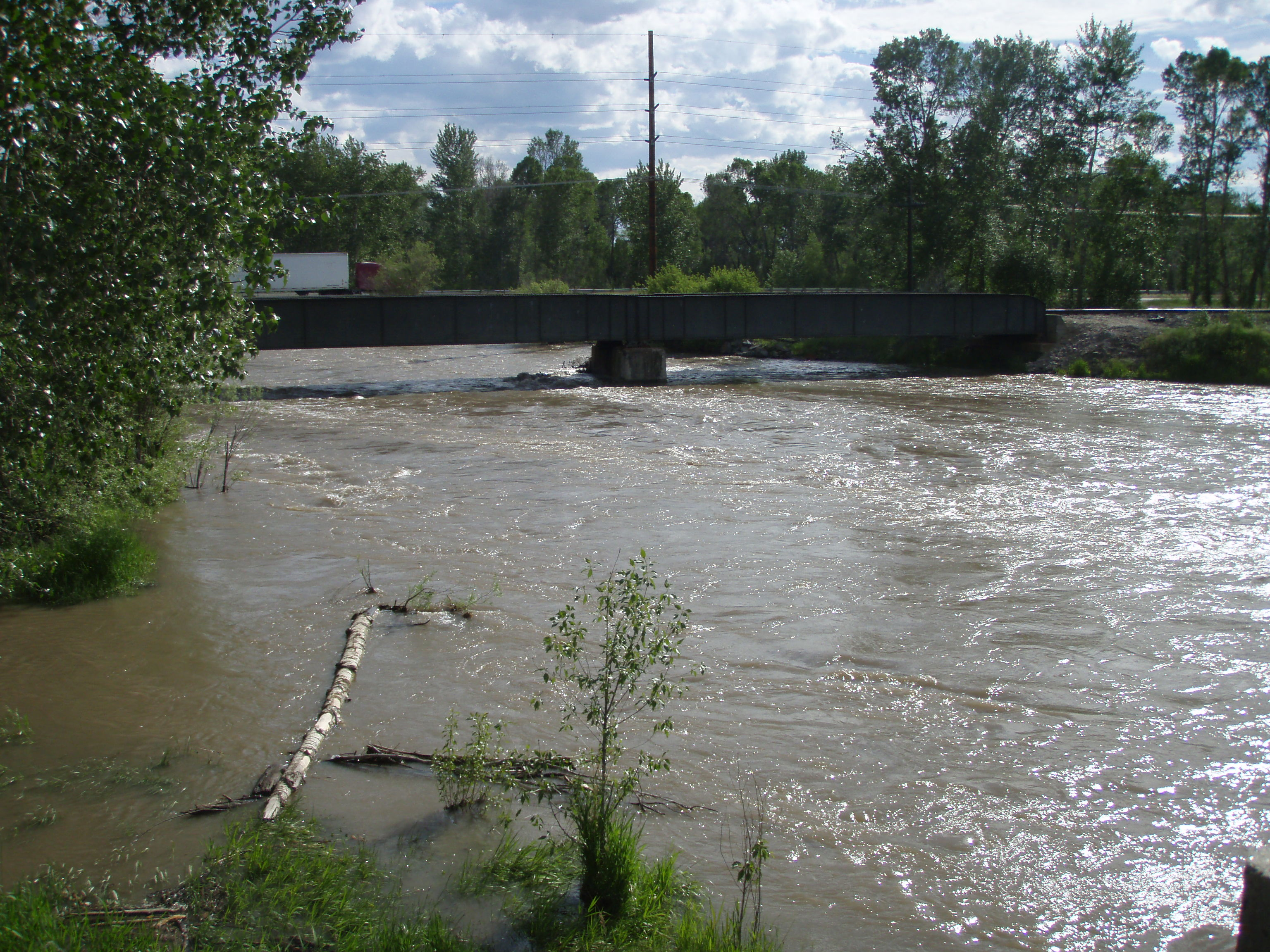
Gallatin River under vårfloden.

Gallatin River är en cirka 190 kilometer lång biflod till Missourifloden. Den har sin början i Yellowstone nationalpark i nordvästra Wyoming och sammanflyter med Jefferson River och Madison River vid Three Forks, Montana, där de tre floderna tillsammans bildar Missourifloden.
Gallatin River namngavs av Lewis och Clark efter etnologen och lingvisten Albert Gallatin.